# Ленде (город)
Ленде́ (перс. لنده‎) — город на юго-западе Ирана, в провинции Кохгилуйе и Бойерахмед. Входит в состав шахрестана Кохгилуйе.
На 2006 год население составляло 10 540 человек.

## География
Город находится в центральной части Кохгилуйе и Бойерахмеда, в горной местности западного Загроса, на высоте 741 метра над уровнем моря.
Ленде расположен на расстоянии приблизительно 115 километров к северо-западу от Ясуджа, административного центра провинции и на расстоянии 520 километров к юго-западу от Тегерана, столицы страны.